# Малосольные огурцы
Ма́лосо́льные огурцы́ — традиционное блюдо белорусской, польской, русской, украинской и ряда других кухонь мира, которое готовят из огурцов методом краткосрочной засолки. Краткий срок засола является главным отличием от приготовления солёных огурцов.
При раскопках древнего Новгорода в слоях X века были найдены окаменелые семена огурца, поэтому вероятность разнообразия использования огурца во всевозможных заготовках весьма велика. Уже в XVII веке среди восточных славян были известны огурцы, заготавливаемые при помощи соли, среди известных способов был и малосольный. Он является одним из самых простых и быстрых способов приготовления.

## Посол

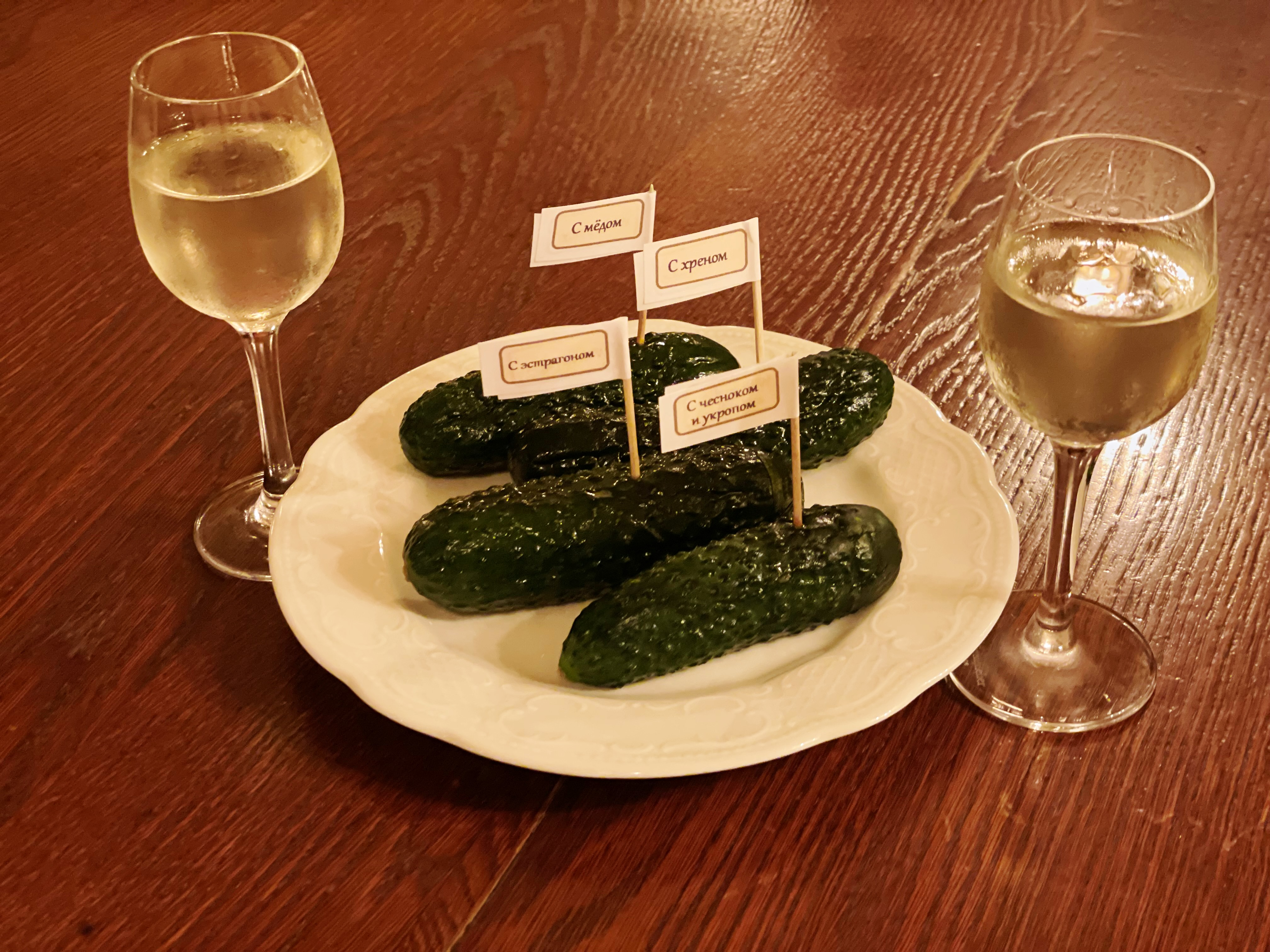
Малосольные огурцы, приготовленные с различными приправами: мёдом, хреном, эстрагоном, чесноком и укропом

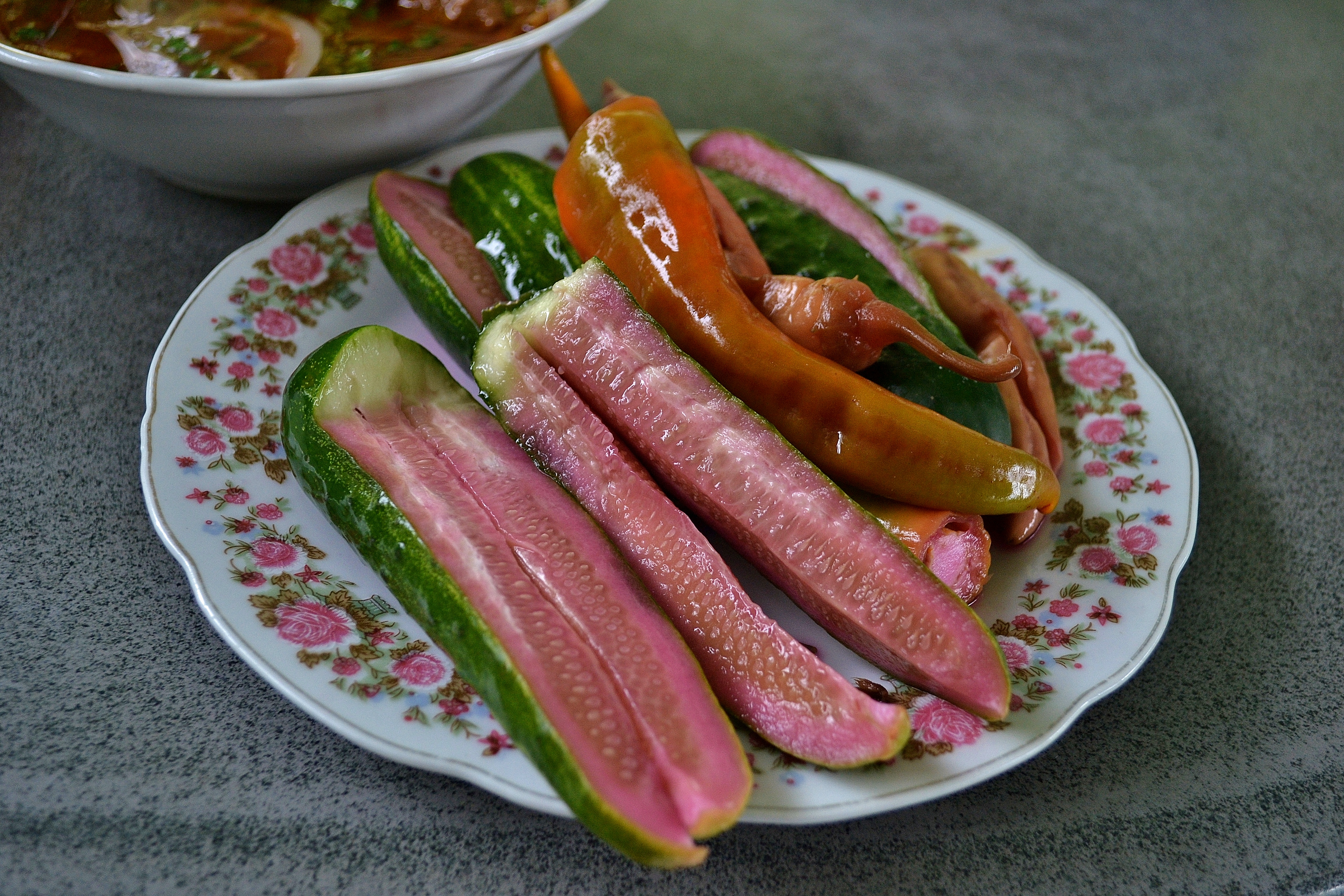
Малосольные огурцы, окрашенные ягодами Лаконоса американского. Абхазская кухня.

Плоды огурца обыкновенного сортируются, промываются, заливаются охлаждённым рассолом и выдерживаются 1-2 дня. Если у огурцов обрезать кончики, время засолки может быть сокращено до нескольких часов. Горячий рассол также способствует ускорению засолки. В рассол добавляют по вкусу различные специи: лист чёрной смородины, вишни и дуба, ягоды или сок красной смородины, ягоды клюквы, дольки свежих яблок и айвы, чеснок, гвоздику, лавровый лист, чёрный и душистый перцы, кусочки жгучего перца, дубовую кору, сухие зёрна горчицы, листья, зелёные побеги ветвей и ягоды черёмухи, листья и сушёные корешки хрена, зелень таких трав как укроп, кориандр, базилик, эстрагон, сельдерей, петрушка, мята, зелёные или сушёные зонтики аниса и укропа, горчичная трава, листья, стебли и цельные луковки черемшы и т. д., иногда также сахар, лимонный сок и уксус. Особым изыском является добавление водки при посоле. Свежим лесным ароматом обладают огурцы, залитые горячим рассолом с добавлением сосновых игл. Для придания розового цвета огурцам применяются кусочки свежей свеклы, ягоды черёмухи, сушёные плоды чёрной бузины, а в кавказских рецептах существует обычай добавлять плоды Лаконоса.
Чтобы закуска получалась разнообразной и оригинальной, при приготовлении можно использовать в посол кабачки, лайм, лук репчатый, молодую морковь и корень сельдерея.
Соль используется каменная или поваренная, не рекомендуется использовать йодированную.
Для приготовления малосольных огурцов надо брать мелкие (но не корнишоны), ярко-зелёные и пупырчатые, крепкие плоды с тонкой кожицей. Пупырчатость плодов свидетельствует, что это засолочный сорт, а не салатный, у которого гладкая и тонкая кожица. Чтобы засолка происходила равномерно, нужно подбирать огурчики одинакового размера. Чтобы плоды получились хрустящими, их выдерживают в холодной воде от получаса до двух часов. Для ускорения процесса обрезают кончики.
При отсутствии у плодов требуемых размера и качеств, огурцы разрезают напополам или вдоль, оставляя один из кончиков недорезанным, или нарезают широкими кольцами (2—3 см). Также возможно частичное срезание кожицы, если она грубая. Не рекомендуется сдавливать огурцы при обработке, так как пропадает твёрдость готового плода.
Приготовление «сухим» способом предусматривает отсутствие жидкости и обязательное нахождение в холодильнике, как во время засолки, так и во время хранения. Такой способ занимает не много времени, а в качестве тары для приготовления будет достаточно обыкновенного пластикового пакета.
Также существует способ засолки в собственном соку. Для этого огурцы, не подошедшие для дальнейшего соления (белёсые, кривые, крупные), пропускают через сито или измельчают с помощью блендера или соковыжималки, после чего используют получившийся сок так же, как и приготавливаемый рассол.
В венгерском рецепте используется подрумяненный в тостере или на сковороде без масла кусочек белого хлеба, который заворачивают в марлю и выкладывают в банку поверх огурцов, заливая через него рассол. Оставляют в тепле на двое суток. Такие огурцы, промытые и переложенные в другую посуду с новым рассолом, будут хрустящими в течение 5-6 суток при хранении в холодильнике.

## Хранение
Обычным способом хранения малосольных огурцов является держание их в стеклянных банках. Чтобы готовые малосольные огурцы не превратились в обычные солёные, следует хранить их в холодильнике.

## Употребление
Малосольные огурцы можно есть без дополнительной обработки. Нарезанные малосольные огурцы добавляются в различные салаты и окрошку. Оригинальная яичница получается при смешивании яиц и кубиков огурца. Из них делают всевозможные заправки и соусы, такие как один из вариантов дзадзики или вариант тартара. Малосольный огурец — традиционная русская закуска к водке.

Рассол из-под малосольных огурцов — полезный продукт, богатый солями калия, магния и в меньшей степени железа. Эти вещества максимально легко усваиваются за счёт наличия специфических антиоксидантов. Рассол широко используется в народной медицине. Помогает от ножных судорог, спазмов, застойных явлений, нарушений деятельности желудочно-кишечного тракта, а также при похмелье. Малосольные огурцы содержат большее количество витаминов, чем соленые или маринованные, природные антиоксиданты, содержащиеся в продукте, способствуют успешному воздействию некоторых диет на организм. Рассол от малосольных огурцов добавляют в тесто вместо рекомендуемого количества жидкости, от чего выпекаемый продукт приобретает нежность, воздушность, своеобразную слоистость и долго не черствеет. Из такого теста
пекут хлеб, выпечки, пироги, лепёшки, галеты и оригинальные печенья.
У малосольных огурцов калорийность практически не отличается от свежих и составляет около 12,2 ккал на 100 граммов.
Энергетическая ценность продукта (Соотношение белков, жиров, углеводов):
- Белки: 0,6 г (~2 кКал)
- Жиры: 0,08 г (~1 кКал)
- Углеводы: 2,2 г (~9 кКал)
- Энергетическое соотношение (б|ж|у): 21 %|6 %|79 %[6][неавторитетный источник]

Пищевая ценность:
- Пищевые волокна 1,4 г
- Органические кислоты 3,4 г
- Вода 95,2 г
- Ненасыщенные жирные кислоты 0,001 г
- Моно- и дисахариды 1,8 г
- Крахмал 0,1 г
- Зола 0,4 г
- Холестерин 0,0 г